# Altin Lala
Altin Lala, född den 18 november 1975 i Tirana i Albanien, är en albansk före detta fotbollsspelare, normalt i positionen som central mittfältare. Han spelade i Hannover 96 mellan 1998 och 2012, som sedan 2002 tillhör tyska Bundesliga. Lala representerade Albaniens herrlandslag i fotboll 1994-2012, där han gjorde 78 landskamper.